# Фоминых, Светлана Григорьевна
Светлана Григорьевна Фомины́х (1940—2009) — советский и украинский хоровой дирижёр.  Заслуженный работник культуры Украинской ССР (1987).

## Биография
Родилась 11 марта 1940 года в Калинине (ныне Тверь). После окончания средней школы в 1959 году поступила на вокальное отделение Калининского музыкального училища. Впоследствии перешла на дирижёрский факультет и стала руководить хором Калининской Академии ПВО.
В 1963 — 1967 годах работала преподавателем сольфеджио, в 1967—1970 годах — завучем в музыкальной школе села Бологое (Калининская область).
В 1964—1969 годах заочно училась в Московском институте культуры на факультете хорового дирижирования.
С 1970 года — в Николаеве. Работала преподавателем Николаевского культпросветучилища, возглавляла детский хор при Доме культуры имени 40-летия Октября. С 1975 года — руководитель женского академического хора училища культуры и ОНМЦ. Коллектив — лауреат многих международных конкурсов.
Трагически погибла 14 октября 2009 года под колесами грузовика, идя на репетицию.

## Награды и премии
- Заслуженный работник культуры УССР (1987)
- Государственная премия имени Т. Г. Шевченко (1993) — за концертные программы последних лет и распространение современной украинской хоровой музыки
- Премия имени Николая Аркаса (1994) в номинации «За высокое профессиональное мастерство».
- Знак почётного отличия Министерства культуры и искусств Украины («За достижения в развитии культуры и искусств» 2004).
- орден «За заслуги» трех степеней (1 степени — 29 октября 2009 — посмертно[1]).
- Звание «Горожанин года» (Николаев) в 1996 года.
- Победитель областного конкурса «Наши достижения» (2001), посвящённого 10-летию Независимости Украины в номинации «За достижения в развитии народного художественного творчества».

Имя С. Г. Фоминых присвоено Николаевскому женскому академическому хору, который основала и которым 34 года она бессменно руководила.